# Jana Hajšlová
Jana Hajšlová (roz. Cuhrová; * 8. června 1952, Praha) je česká vysokoškolská učitelka a chemička, působící na Ústavu analýzy potravin a výživy Vysoké škole chemicko-technologické v Praze (ÚAPV VŠCHT), která v roce 2016 převzala jako historicky vůbec první Češka v americkém Dallasu cenu Harveye W. Wileye (anglicky Harvey W. Wiley Award (AOAC International)) za svůj příspěvek v oblasti vývoje analytických metod. Jana Hajšlová se zabývá kvalitou a chemickou bezpečností potravin.

## Životopis
Jana Hajšlová vystudovala v roce 1975 studijní obor Technologie mléka a tuku na FPBT VŠCHT v Praze (Ing.). O čtyři roky později tamtéž úspěšně obhájila kandidátskou disertační práci (CSc.) na téma Senzoricky aktivní látky bílkovinných hydrolyzátů, v roce 1990 se již habilitovala (doc.) a o sedm let později byla na svojí alma mater jmenována profesorkou v oboru Chemie a analýzy potravin.
Ve volbách do Evropského parlamentu v květnu 2019 kandidovala jako nestraník na 5. místě kandidátky hnutí Vědci pro Českou republiku, ale neuspěla.

### Ocenění a vyznamenání (výběr)
- 2016 – Harwey W. Wiley Award (AOAC International)
- 2016 – Stříbrná pamětní medaile Senátu[8]
- 2015 – Cena Františka Běhounka za propagaci, popularizaci české vědy a šíření dobrého jména České republiky v Evropském výzkumném prostoru (MŠMT ČR)[9]

## Výroky
- (Řekla o aditivech): „Já to vidím jako velký byznys, kdy se problematika nejdříve zdémonizuje a pak se buď prodá kniha proti éčkům, nebo výrobek bez éček. S tím, že éčka ničí lidem zdraví, hluboce nesouhlasím. Protože jestli je něco toxikologicky neustále sledované, tak jsou to éčka.“[10]
- (Řekla o potravinových doplňcích): „Potravinových doplňků se bojím víc než éček, můžou v nich být hormony i těžké kovy.“[11]
- „Jde o to, že nacházíme známé látky na nesprávném místě.“[12]